# 소냐 왈거

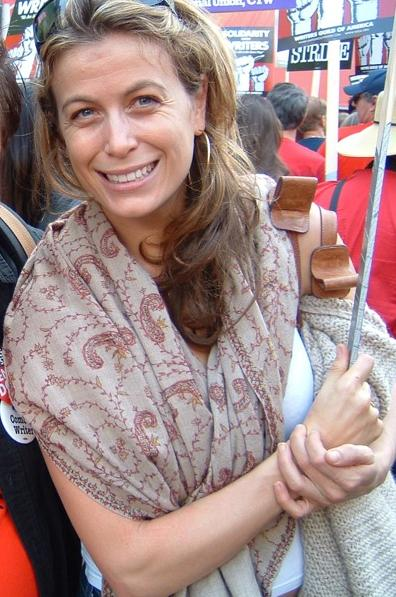
소냐 왈거(2007년)

소냐 왈거(Sonya Walger, 1974년 6월 6일~)는 영국의 배우로, 《로스트》의 페니 위드모어나 《플래시포워드》의 올비아 벤포드 역을 맡은 것으로 잘 알려져 있다. 런던 햄프스티드에서 태어났다.
와이콤 대성당 학교와 옥스퍼드 대학교의 크라이스트 처치 칼리지에서 영문학을 전공해 수석으로 졸업했다. 프랑스어 회화가 어느 정도 가능하며, 아버지가 아르헨티나 출신이어서 스페인어에도 유창하다.

## 출연 작품

### 영화
- 2018년 디어 마이 프렌드 - 클레어 역
- 2024년 뉴 라이프 - 엘사 그레이 역

## 인용
1. ↑  “Sonya Walger: Summary”. TV.com. 16-12-2009. 2011년 9월 4일에 원본 문서에서 보존된 문서. 16-12-2009에 확인함.
2. ↑  http://uk.askmen.com/celebs/women/celeb_profiles_actress_60/99_sonya_walger.html 보관됨 2016-01-16 - 웨이백 머신 Biodata]